# Amy Macruarie

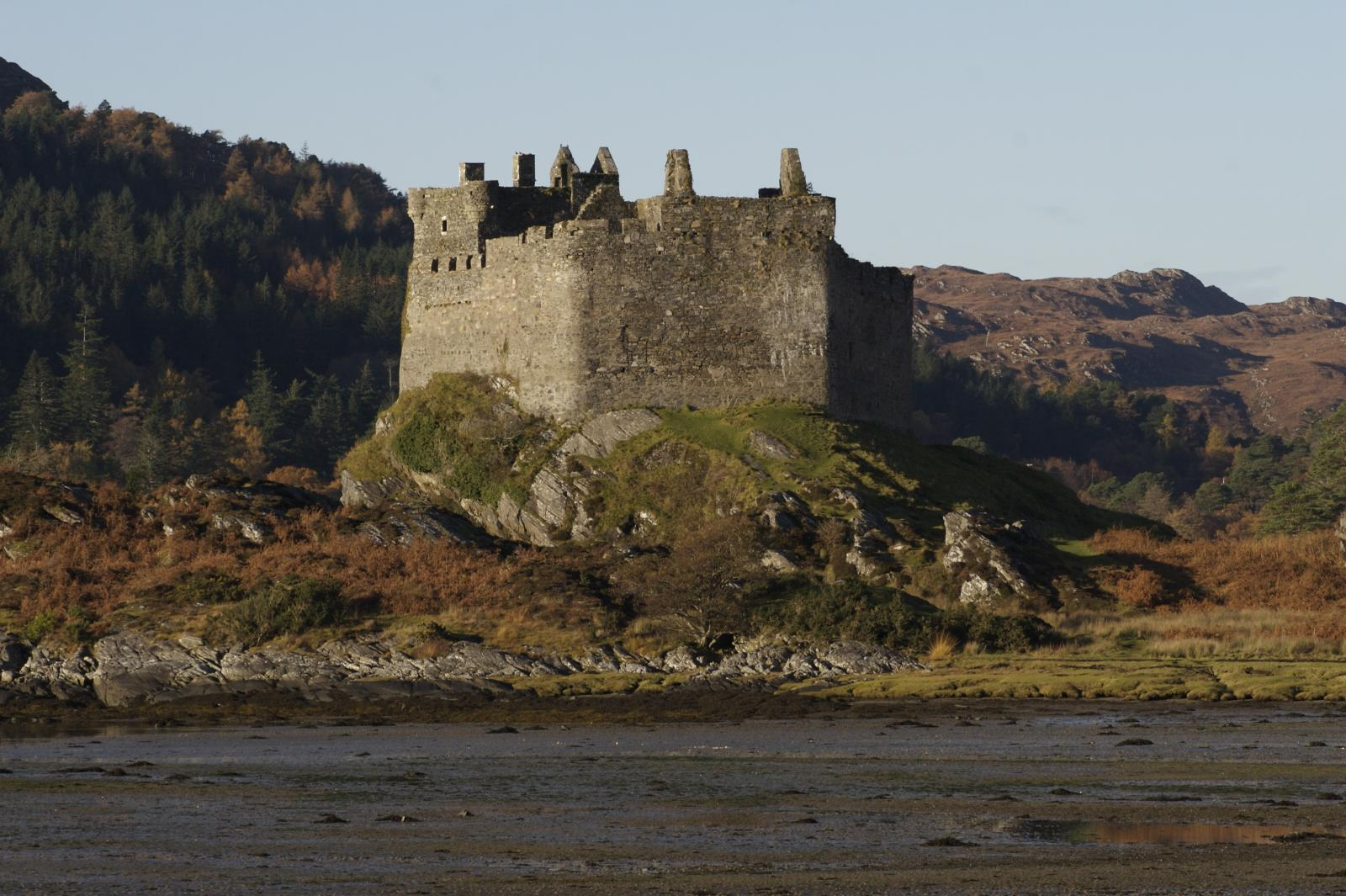
Amy Macruarie ließ Castle Tioram ausbauen

Amy Macruarie (auch Amie oder Amy MacRuaridh) († nach 1346) war eine schottische Adlige.
Amy entstammte der Familie Macruarie, einer Adelsfamilie mit Besitzungen in Nordwestschottland und auf den Hebriden. Sie eine Tochter von Ruairi Macruarie. Ihr Vater fiel vermutlich 1318 in der Schlacht bei Faughart, worauf Amys Bruder Ranald sein Erbe wurde. Als es während des Zweiten Schottischen Unabhängigkeitskriegs zu blutigen Machtkämpfen zwischen den rivalisierenden Adelsfamilien in Nordschottland kam, verheiratete ihr Bruder sie um 1337 mit John MacDonald, Lord of Islay und schloss so ein Heiratsbündnis mit ihm. Aufgrund ihrer Verwandtschaft benötigten Amy und ihr Mann für die Heirat einen päpstlichen Dispens. Als ihr Bruder im Oktober 1346 auf Veranlassung des Earl of Ross ermordet wurde, wurde Amy seine Erbin. Die Besitzungen der Macruaries, darunter Garmoran sowie die Inseln von Uist fielen so an John Macdonald, der damit zum Lord of the Isles aufstieg. Dann ließ er aber seine Ehe mit Amy annullieren, wobei er von ihrem Erbe Garmoran und Uist einbehielt. Nach 1350 heiratete John Macdonald in zweiter Ehe Margret Stewart, die älteste Tochter von Robert the Stewart. Nach ihrer Scheidung zog sich Amy auf ihre verbliebenen Besitzungen, darunter Castle Tioram und Castle Clanranald am Loch Moidart zurück.

## Nachfahren
Aus ihrer Ehe mit John Macdonald hatte sie mindestens drei Söhne:
- Iain Macdonald († um 1369)
- Godfrey Macdonald
- Reginald Macdonald, 1. of Clanranald und 1. of Glengarry († 1386)

Ihre Kinder wurden beim Erbe ihres Vaters zugunsten der Kinder aus dessen zweiten Ehe übergangen. Amys Sohn Reginald gilt als Stammvater des Clan Macdonald of Clanranald.